# Doratulina pusanus
Doratulina pusanus är en insektsart som beskrevs av William Lucas Distant 1918. Doratulina pusanus ingår i släktet Doratulina och familjen dvärgstritar. Inga underarter finns listade i Catalogue of Life.